# Pitiscus
Bartholomäus Pitiscus (né le 24 août 1561 à Grünberg (Silésie), † le 2 juillet 1613 à Heidelberg) est un mathématicien et théologien allemand. Spécialiste de trigonométrie, il publie au début du XVIIe siècle les tables les plus précises de l'époque, et qui le restent jusqu'au début du XXe siècle.

## Théologien calviniste
Si c'est comme mathématicien et spécialiste de trigonométrie que nous connaissons aujourd'hui Pitiscus, il a d'abord été de son vivant théologien et, à ce titre, calviniste convaincu. Il étudie la théologie à Zerbst puis à Heidelberg. D'abord chapelain de la cour à Breslau (auj. Wrocław en Pologne), puis à Heidelberg, il devient premier chapelain de l'Electeur palatin, Frédéric IV, dont il a été précepteur depuis 1584.

## Mathématicien
Le premier ouvrage mathématique de Pitiscus est un traité de 57 pages intitulé Trigonometria : sive De Solvtione Triangvlorvm Tractatus breuis & perspicuusa paru en 1595 à Heidelberg en appendice d'un ouvrage sur l'astronomie sphérique de Bartholomäus Scultetus (de). C'est dans ce court traité, qui n'est pas encore accompagné de tables, qu'est utilisé pour la première fois le terme trigonometria, soit trigonométrie en français, et trigonometry en anglais,.
Pitiscus reprend ce traité en 1600, augmenté et complété de tables des trois fonctions trigonométriques sinus, tangente et sécante, sous le nom  le titre :Trigonometriæ sive de dimensione triangulorum libri quinque. Les tables de minute en minute sur le quart de cercle ont une précision de 5 décimales (les tables de cosinus, cotangente et cosécante, s'en déduisent immédiatement même si ce n'est pas explicite dans le traité),. L'ouvrage est réédité en 1608 (seconde édition) puis en 1612 (troisième édition). Ces deux éditions sont assez similaires entre elles, mais sont étendues vis-à-vis de la première, avec des résultats de Jost Bürgi, et des améliorations des tables trigonométriques. Elles bénéficient en particulier des travaux de Pitiscus sur l'Opus palatinum de Triangulis (voir plus loin). L'ouvrage (une partie de la troisième édition de 1612) fut traduit en anglais en 1614, et connait deux autres éditions en 1630 et 1631. Une traduction en français d'une des éditions du traité parut en 1619 à Paris.
Contrairement à ce qui est parfois affirmé, les diverses éditions du traité de Pitiscus n'introduisent pas le point décimal (la virgule en français) pour séparer la partie entière d'un nombre de sa mantisse.
Au vu de ses compétences mathématiques, Pitiscus est chargé par l'électeur palatin de corriger les tables trigonométriques de Rheticus complétées et publiées en 1596 par Valentin Otho dans l'Opus palatinum de Triangulis.
Pitiscus fait d'abord paraître en 1607 une seconde édition corrigée des tables l'Opus palatinum de Triangulis, puis publia en 1613 le Thesaurus mathematicus, un recueil de tables trigonométriques qui fait la synthèse de ses propres travaux et des travaux de Rheticus qui n'ont pas tous été publiés dans l'Opus palatinum. Ces tables très précises comportent au moins 15 décimales exactes. Pitiscus y donne également certaines valeurs encore plus précises, précision nécessaire pour les calculs intermédiaires de l'Opus Palatinum et du Thesaurus.
L'Opus palatinum de Triangulis (corrigé par Pitiscus) et le Thesaurus mathematicus restent les tables trigonométriques les plus précises jusqu'à celles d'Henri Andoyer (précises à 17 décimales) publiées entre 1915 et 1918. Cependant avec l'apparition des logarithmes, dont  les premières tables sont publiées par John Napier en 1614, des tables trigonométriques très précises n'avaient plus la même importance.
En 1935, l'Union astronomique internationale donne le nom de Pitiscus à un cratère lunaire.